# Furcula albicoma
Furcula albicoma är en fjärilsart som beskrevs av John Kern Strecker 1885. Furcula albicoma ingår i släktet Furcula och familjen tandspinnare. Inga underarter finns listade i Catalogue of Life.